# Паулу Лопіш
Паулу Жорже Педру Лопіш (порт. Paulo Jorge Pedro Lopes, нар. 29 червня 1978, Мірандела) — колишній португальський футболіст, воротар.

## Клубна кар'єра
Народився 29 червня 1978 року в місті Мірандела. У 1991 році розпочав займатись футболом у своїй першій команді «Мірандела» з рідного міста. У 1993 році перейшов у академію столичної «Бенфіки». Пробувши в молодіжній команді 4 роки, в 1997 році потрапив в основну, але так і не зіграв жодного матчу в ній, натомість виступав на правах оренди за «Жіл Вісенте» та «Баррейренсі», а у сезоні 2001/02 захищав кольори другої команди «Бенфіки».
В 2002 році Лопіш перейшов в «Салгейруш», де провів два сезони у Сегунді. Після цього грав ще за три клуби другого португальського дивізіону, з кожним із яких виходив до Прімейри — з «Ештрелою» у 2005 році, з «Трофенсі» у 2008 році та з «Фейренсі» у 2011 році.
Влітку 2012 року Лопіш повернувся до рідної «Бенфіки», де став другим воротарем, дублером спочатку Артура, з початку 2014 року — Яна Облака, а з літа того ж року — Жуліо Сезара. Через це на поле виходив вкрай рідко і встиг відіграти за лісабонський клуб лише 4 матчі в національному чемпіонаті, хоча і виграв низку національних трофеїв.
2018 року завершив кар'єру

## Виступи за збірну
Виступав за юнацькі та молодіжні збірні Португалії, а також провів одну гру за другу збірну Португалії.

## Титули і досягнення

### Командні
- Чемпіон Португалії (4):

«Бенфіка»: 2013–14, 2014–15, 2015–16, 2016–17
- Володар Кубка Португалії (2):

«Бенфіка»: 2013–14, 2016–17
- Володар Суперкубка Португалії (3):

«Бенфіка»: 2014, 2016, 2017
- Володар Кубка португальської ліги (3):

«Бенфіка»: 2013–14, 2014–15, 2015–16

### Особисті
- Найкращий воротар Сегунди-ліги: 2010/11[1]
- Найкращий гравець року в «Фейренсі»: 2010